# فرد جونز (بسکتبال)
فردریک ترل جونز (زاده ۱۱ مارس ۱۹۷۹) یک بسکتبالیست حرفه ای سابق آمریکایی است. او بسکتبال کالج را برای اورگان داکس بازی کرد و برنده مسابقه اسلم دانک NBA در بازی ستاره‌های NBA در سال ۲۰۰۴ بود.
فرد جونز که در مالورن، آرکانزاس متولد شد، در دوران راهنمایی به پورتلند، اورگان نقل مکان کرد و در دبیرستان سام بارلو در گرشام، حومه پورتلند، بهترین بازیکن سال دبیرستان اورگان شد. او سپس چهار فصل در دانشگاه اورگان بازی کرد.
جونز در سال‌های ۲۰۱۵–۲۰۱۶ دستیار مربی تیم داکس بود.

## آمار حرفه ای NBA

### فصل منظم
| سال     | تیم           | بازی‌های انجام داده | بازی‌های انجام داده به عنوان بازیکن شروع‌کننده | میانگین دقایق بازی | درصد پرتاب منطقه‌ای٪ | درصد پرتاب منطقه‌ای ۳ امتیازی٪ | درصد پرتاب آزاد٪ | میانگین ریباندها در هر بازی | میانگین پاس‌های منجر به امتیاز در هر بازی | میانگین توپ ربایی‌ها در هر بازی | میانگین بلاک‌ها در هر بازی | میانگین امتیازات در هر بازی |
| ------- | ------------- | ------------------ | -------------------------------------------- | ------------------ | ------------------- | ----------------------------- | ---------------- | --------------------------- | ---------------------------------------- | ------------------------------ | ------------------------- | --------------------------- |
| 2002–03 | Indiana       | ۱۹                 | ۱                                            | ۶٫۱                | .۳۷۵                | .۲۸۶                          | .۷۵۰             | .۵                          | .۳                                       | .۳                             | .۱                        | ۱٫۲                         |
| 2003–04 | Indiana       | ۸۱                 | ۲                                            | ۱۸٫۶               | .۳۹۵                | .۳۰۳                          | .۸۳۲             | ۱٫۶                         | ۲٫۱                                      | .۸                             | .۲                        | ۴٫۹                         |
| 2004–05 | Indiana       | ۷۷                 | ۱۴                                           | ۲۹٫۵               | .۴۲۵                | .۳۸۰                          | .۸۵۰             | ۳٫۱                         | ۲٫۵                                      | .۸                             | .۴                        | ۱۰٫۶                        |
| 2005–06 | Indiana       | ۶۸                 | ۲                                            | ۲۷٫۰               | .۴۱۷                | .۳۳۷                          | .۷۶۳             | ۲٫۵                         | ۲٫۳                                      | .۸                             | .۳                        | ۹٫۶                         |
| 2006–07 | Toronto       | ۳۹                 | ۹                                            | ۲۲٫۳               | .۳۸۶                | .۳۱۷                          | .۸۳۰             | ۲٫۱                         | ۱٫۴                                      | .۸                             | .۳                        | ۷٫۶                         |
| 2006–07 | Portland      | ۲۴                 | ۳                                            | ۱۸٫۷               | .۳۸۴                | .۲۵۹                          | .۸۴۶             | ۱٫۴                         | ۲٫۲                                      | .۸                             | .۲                        | ۴٫۸                         |
| 2007–08 | New York      | ۷۰                 | ۲۶                                           | ۲۵٫۱               | .۴۲۱                | .۳۸۵                          | .۷۴۶             | ۲٫۴                         | ۲٫۴                                      | .۷                             | .۳                        | ۷٫۶                         |
| 2008–09 | L.A. Clippers | ۵۲                 | ۲۱                                           | ۲۸٫۸               | .۴۰۷                | .۳۶۷                          | .۸۱۵             | ۲٫۴                         | ۳٫۶                                      | ۱٫۰                            | .۲                        | ۷٫۳                         |
| Career  | Career        | ۴۳۰                | ۷۸                                           | ۲۴٫۰               | .۴۱۱                | .۳۵۳                          | .۸۰۹             | ۲٫۲                         | ۲٫۳                                      | .۸                             | .۳                        | ۷٫۵                         |

#### پلی آف
| سال    | تیم     | بازی‌های انجام داده | بازی‌های انجام داده به عنوان بازیکن شروع‌کننده | میانگین دقایق بازی | درصد پرتاب منطقه‌ای٪ | درصد پرتاب منطقه‌ای ۳ امتیازی٪ | درصد پرتاب آزاد٪ | میانگین ریباندها در هر بازی | میانگین پاس‌های منجر به امتیاز در هر بازی | میانگین توپ ربایی‌ها در هر بازی | میانگین بلاک‌ها در هر بازی | میانگین امتیازات در هر بازی |
| ------ | ------- | ------------------ | -------------------------------------------- | ------------------ | ------------------- | ----------------------------- | ---------------- | --------------------------- | ---------------------------------------- | ------------------------------ | ------------------------- | --------------------------- |
| 2004   | Indiana | ۱۴                 | ۰                                            | ۱۸٫۸               | .۴۹۰                | .۵۰۰                          | .۷۱۴             | ۲٫۴                         | ۱٫۱                                      | .۵                             | .۵                        | ۴٫۷                         |
| 2005   | Indiana | ۱۳                 | ۰                                            | ۱۸٫۰               | .۲۹۶                | .۳۹۱                          | .۹۲۳             | ۱٫۸                         | ۱٫۰                                      | .۶                             | .۲                        | ۴٫۱                         |
| 2006   | Indiana | ۶                  | ۱                                            | ۲۷٫۸               | .۴۱۷                | .۳۷۵                          | .۹۱۷             | ۳٫۳                         | ۲٫۵                                      | ۱٫۰                            | .۲                        | ۷٫۸                         |
| Career | Career  | ۳۳                 | ۱                                            | ۲۰٫۱               | .۳۹۷                | .۴۲۶                          | .۸۷۵             | ۲٫۳                         | ۱٫۳                                      | .۶                             | .۳                        | ۵٫۰                         |